# Michel Quoist
Michel Quoist, né le 18 juin 1921 au Havre (France) et mort le 18 décembre 1997 dans la même ville, est un prêtre catholique français et écrivain spirituel.

## Biographie
Son père étant mort alors qu'il est encore jeune Michel travaille dès l’âge de quatorze ans: il est coursier. Il cherche un sens à sa vie, « une source pour naître et une mer pour se jeter ». Apprenti, il découvre, puis milite à la Jeunesse ouvrière chrétienne et devient prêtre en 1947. Il ne cessera de s’intéresser aux jeunes comme aumônier ou écrivain.
Après de hautes études à l'Institut des sciences sociales et politiques, chercheur et praticien, il met au point une méthode d'enquête urbaine devenue un classique. Il rédige ainsi une thèse de sociologie sur un vieux quartier de Rouen, La Ville et l’Homme, puis revient au Havre comme vicaire, puis curé de paroisse.
Pasteur en paroisse, il est aussi aumônier de mouvements d'Action catholique comme la Jeunesse étudiante chrétienne dont il accompagne la branche féminine au Havre dans les années 60. Il prend part aux grandes initiatives religieuses d'après-guerre, il publie en 1954 Prières, qui obtient un grand succès : 2 500 000 exemplaires en ont été vendus de par le monde.
En 1962, il publie Donner ou le Journal d'Anne-Marie, le faux journal intime d'une adolescente entre ses 14 et 18 ans se posant des questions sur l'amour et la sexualité, auxquelles il répond à travers des lettres signées "Nicole".
Ses ouvrages sont édités à des millions d’exemplaires et traduits en vingt-sept langues. Il est très connu notamment en Amérique latine, où il influença par exemple le père Carlos Mugica, assassiné en 1974.
En 1976 l'évêque du Havre lui confie la charge du Service des Vocations du diocèse.
En 1987 il crée au Havre une radio diocésaine : Radio Arc-en-ciel.

## Publications
- À cœur ouvert, Les Éditions ouvrières, 1981
- Aimer, ou le journal de Dany, Les Éditions ouvrières
- Chemins de Prières
- Construire l'homme, Éditions de l'atelier, 1997
- Dieu m'attend
- Dieu n'a que des désirs
- Donner, ou le journal d'Anne-Marie, Les Éditions ouvrières
- Garder confiance. Les plus belles prières de Michel Quoist, Éditions de l'Atelier, 2013
- Itinéraires, Les Éditions ouvrières, 1987
- Jésus-Christ m'a donné rendez-vous, Les Éditions ouvrières
- La Ville et l'Homme. Étude sociologique d'un secteur prolétarien. Paris : Les Éditions ouvrières, 1952. 287 pages. Économie et humanisme. Prix Jansen 1954.
- Le Christ est vivant!, Les Éditions ouvrières
- L'Enquête urbaine, analyse du quartier et de la ville, Presses Universitaires de France
- L'Équipe d'enquête et d'action, Économie et humanisme
- L'Évangile à la télévision, Les Éditions ouvrières
- Parle-moi d'Amour
- Prières, Les Éditions ouvrières, 1954
- Quand la vie devient prière
- Réussir, Les Éditions ouvrières
- Un temps pour Dieu